# Remington (bande dessinée)
Pour les articles homonymes, voir Remington.
Remington est une bande dessinée française collective éditée par Ankama Éditions. Elle raconte les débuts des frères Remington et Grany Smisse, qui deviendront deux des plus grands Roublards du Monde des Douze.
La première intégrale, Ush, sort en mai 2012.

## Arcs
Il y a trois arcs chacun composé de quatre numéros :
- Tot et Adrián, Ush, 2010-2011
- Elrico, Dae Jim Kim et Sam Kieth, Le Dofus de Calypso, 2011-2012
- Elrico et Julien Ribas, Les Nuits roublardes, 2012